# Procridia metallica
Procridia metallica är en fjärilsart som beskrevs av Paul Dognin 1897. Procridia metallica ingår i släktet Procridia och familjen björnspinnare. Inga underarter finns listade i Catalogue of Life.